# Kanpaku
Le kanpaku (関白) est un régent, ou « grand rapporteur », d'un empereur majeur au Japon. Ce titre de noblesse est donc l'un des plus élevés du Japon féodal et se perpétua durant près de mille ans, de sa création en 884 à sa suppression en 1872 à l'époque de la Restauration Meiji.

## Caractéristiques
Cette fonction, qui portait auparavant le nom d'azukari-mōsu, fut créée à l'ère Heian en 884 pour Fujiwara no Mototsune. À l'origine, le titre correspondait davantage à un rôle de premier conseiller ou de premier secrétaire de l'empereur. Par la suite, à l'usage, il correspondit à un véritable régent destiné non pas à gérer les affaires publiques lors d'une minorité mais d'un empereur adulte. Au même titre que les sesshō (摂政), les kanpaku avaient quasiment les pouvoirs absolus et faisaient la politique de régence (摂関政治, sekkan seiji) de la famille Fujiwara. À l'usage, les deux titres se confondirent car le sesshō d'un empereur mineur devenait logiquement le kanpaku une fois ce dernier adulte. De même, à la mort de ce dernier, l'empereur qui lui succédait ne changeait pas de kanpaku. Ainsi, les deux titres furent regroupés sous l'appellation de sekkan (摂関) et la famille qui détenait le titre sekkan-ke (摂関家). En outre, les kanpaku qui prenaient leur retraite prenaient le titre de Taiko. À partir du XIIe siècle cependant, les Fujiwara n'eurent plus le monopole du titre dont la charge eut tendance à devenir honorifique. C'est ainsi que le titre se perpétua jusqu'en 1867. À noter que l'un des plus célèbres kanpaku fut Toyotomi Hideyoshi qui, après avoir unifié le Japon lors de la période Sengoku, ne pouvait, de par ses origines paysannes, obtenir le titre de seii taishogun. 

## Histoire
À l'origine, seuls les membres de la famille impériale pouvaient être nommés sesshō. L'empereur Ōjin aurait été épaulé par sa mère, l'impératrice Jingū, mais ce fait est largement contesté et mis en doute. Le premier sesshō attesté fut le prince Shotoku qui a conseillé l'Impératrice Suiko.
C'est la célèbre famille des Fujiwara qui va conserver la charge de manière héréditaire. C'est en 844 que Fujiwara no Yoshifusa est devenu sesshō. Il fut le premier sesshō qui n'appartenait pas à la maison impériale. En 876, ce fut Fujiwara no Mototsune, le neveu et fils adoptif de Yoshifusa, qui occupera le premier la charge de kanpaku. Et depuis Fujiwara Hokke, les deux titres seront transmis héréditairement dans cette famille.
Après Fujiwara no Michinaga et Fujiwara no Yorimichi, la famille se scinda au XIIe siècle en plusieurs branches et chacune tenta d'obtenir cette charge honorifique. De fait, il y eut cinq familles titulaires du titre de régent parmi les descendants des Yorimichi, appelées sekke : la famille Konoe, la famille Kujō, la famille Ichijō, la famille Takatsukasa et la famille Nijō. La branche des Konoe et des Kujo descendent de Fujiwara no Tadamichi. Les trois autres familles sont des branches cadettes des deux premières familles. Jusqu'à la restauration Meiji en 1868, ces cinq familles monopolisèrent le titre à deux exceptions notables : Toyotomi Hideyoshi et son neveu Toyotomi Hidetsugu. 
Aujourd'hui, le titre est tombé en désuétude, et fut absorbé par la fonction de Premier ministre avant que l'empereur Meiji ne supprime définitivement le titre en 1872. Désormais, en vertu de la loi sur la Maison impériale, le titre de sesshō est exclusivement limité à la famille impériale japonaise. Cela explique pourquoi le prince héritier Hirohito fut, avant de monter sur le trône, sesshō de 1921 à 1926.

## Liste
Voici le tableau récapitulatif des sesshō et kanpaku dans l'ordre de succession. La liste n'est pas exhaustive.
| Sesshō                | Kanpaku               | Règne                                      | Empereur                                          |
| --------------------- | --------------------- | ------------------------------------------ | ------------------------------------------------- |
| Shōtoku               |                       | 593-622                                    | Impératrice Suiko                                 |
| Fujiwara no Yoshifusa |                       | 858-872                                    | Empereur Seiwa                                    |
| Fujiwara no Mototsune |                       | 872-880                                    | Seiwa, empereur Yōzei                             |
|                       | Fujiwara no Mototsune | 880-890                                    | Empereur Yōzei, empereur Kōkō, empereur Uda       |
| Fujiwara no Tadahira  |                       | 930-941                                    | Empereur Suzaku                                   |
|                       | Fujiwara no Tadahira  | 941 949                                    | Empereur Suzaku, empereur Murakami                |
|                       | Fujiwara no Saneyori  | 967-969                                    | Empereur Reizei                                   |
| Fujiwara no Saneyori  |                       | 969-970                                    | Empereur En'yū                                    |
| Fujiwara no Koretada  |                       | 970-972                                    | Empereur En'yū                                    |
|                       | Fujiwara no Kanemichi | 972-977                                    | Empereur En'yū                                    |
|                       | Fujiwara no Yoritada  | 977-986                                    | Empereur En'yū, empereur Kazan                    |
| Fujiwara no Kaneie    |                       | 986-990                                    | Empereur Ichijō                                   |
|                       | Fujiwara no Kaneie    | 5 mai (calendrier lunaire) 990 – 8 mai 990 | Empereur Ichijō                                   |
|                       | Fujiwara no Michitaka | 8 mai 990 – 26 mai 990                     | Empereur Ichijō                                   |
| Fujiwara no Michitaka |                       | 990-993                                    | Empereur Ichijō                                   |
|                       | Fujiwara no Michitaka | 993-995                                    | Empereur Ichijō                                   |
|                       | Fujiwara no Michikane | 28 avril 995 – 8 mai 995                   | Empereur Ichijō                                   |
| Fujiwara no Michinaga |                       | 1016-1017                                  | Emperor Go-Ichijō                                 |
| Fujiwara no Yorimichi |                       | 1017-1019                                  | Empereur Go-Ichijō                                |
|                       | Fujiwara no Yorimichi | 1019-1067                                  | Empereur Go-Ichijō, empereur Go-Reizei            |
|                       | Fujiwara no Norimichi | 1068-1075                                  | Empereur Go-Sanjō, empereur Shirakawa             |
|                       | Fujiwara no Morozane  | 1075-1086                                  | Empereur Shirakawa                                |
| Fujiwara no Morozane  |                       | 1086-1090                                  | Empereur Horikawa                                 |
|                       | Fujiwara no Morozane  | 1090-1094                                  | Empereur Horikawa                                 |
|                       | Fujiwara no Moromichi | 1094-1099                                  | Empereur Horikawa                                 |
|                       | Fujiwara no Tadazane  | 1105-1107                                  | Empereur Horikawa                                 |
| Fujiwara no Tadazane  |                       | 1107-1113                                  | Empereur Toba                                     |
|                       | Fujiwara no Tadazane  | 1113-1121                                  | Empereur Toba                                     |
|                       | Fujiwara no Tadamichi | 1121-1123                                  | Empereur Toba                                     |
| Fujiwara no Tadamichi |                       | 1123-1129                                  | Empereur Sutoku                                   |
|                       | Fujiwara no Tadamichi | 1129-1141                                  | Empereur Sutoku                                   |
| Fujiwara no Tadamichi |                       | 1141-1150                                  | Empereur Konoe                                    |
|                       | Fujiwara no Tadamichi | 1150-1158                                  | Empereur Konoe, empereur Go-Shirakawa             |
|                       | Konoe Motozane        | 1158-1165                                  | Empereur Nijō                                     |
| Konoe Motozane        |                       | 1165-1166                                  | Empereur Rokujō                                   |
| Fujiwara no Motofusa  |                       | 1166-1172                                  | Empereur Rokujō, empereur Takakura                |
|                       | Fujiwara no Motofusa  | 1172-1179                                  | Empereur Takakura                                 |
|                       | Konoe Motomichi       | 1179-1180                                  | Empereur Takakura                                 |
| Konoe Motomichi       |                       | 1180-1183                                  | Empereur Antoku                                   |
| Matsudono Moroie      |                       | 1183-1184                                  | Empereur Antoku                                   |
| Konoe Motomichi       |                       | 1184-1186                                  | Empereur Antoku, empereur Go-Toba                 |
| Kujō Kanezane         |                       | 1186-1191                                  | Empereur Go-Toba                                  |
|                       | Kujō Kanezane         | 1191-1196                                  | Empereur Go-Toba                                  |
|                       | Konoe Motomichi       | 1196-1198                                  | Empereur Tsuchimikado                             |
| Konoe Motomichi       |                       | 1198-1202                                  | Empereur Tsuchimikado                             |
| Kujō Yoshitsune       |                       | 1202-1206                                  | Empereur Tsuchimikado                             |
| Konoe Iezane          |                       | 1206                                       | Empereur Tsuchimikado                             |
|                       | Konoe Iezane          | 1206-1221                                  | Empereur Tsuchimikado, empereur Juntoku           |
| Kujō Michiie          |                       | 1221                                       | Empereur Chūkyō                                   |
| Konoe Iezane          |                       | 1221-1223                                  | Empereur Go-Horikawa                              |
|                       | Konoe Iezane          | 1223-1228                                  | Empereur Go-Horikawa                              |
|                       | Kujō Michiie          | 1228-1231                                  | Empereur Go-Horikawa                              |
| Kujō Norizane         |                       | 1231-1232                                  | Empereur Go-Horikawa                              |
| Kujō Norizane         |                       | 1232-1235                                  | Empereur Shijō                                    |
| Kujō Michiie          |                       | 1235-1237                                  | Empereur Shijō                                    |
| Konoe Kanetsune       |                       | 1237-1242                                  | Empereur Shijō                                    |
|                       | Konoe Kanetsune       | 1242                                       | Empereur Go-Saga                                  |
|                       | Nijō Yoshizane        | 1242-1246                                  | Empereur Go-Saga                                  |
|                       | Ichijō Sanetsune      | 1246                                       | Empereur Go-Saga                                  |
| Ichijō Sanetsune      |                       | 1246-1247                                  | Empereur Go-Fukakusa                              |
| Konoe Kanetsune       |                       | 1247-1252                                  | Empereur Go-Fukakusa                              |
| Takatsukasa Kanehira  |                       | 1252-1254                                  | Empereur Go-Fukakusa                              |
|                       | Takatsukasa Kanehira  | 1254-1261                                  | Empereur Go-Fukakusa, empereur Kameyama           |
|                       | Nijō Yoshizane        | 1261-1265                                  | Empereur Kameyama                                 |
|                       | Ichijō Sanetsune      | 1265-1267                                  | Empereur Kameyama                                 |
|                       | Konoe Motohira        | 1267-1268                                  | Empereur Kameyama                                 |
|                       | Takatsukasa Mototada  | 1268-1273                                  | Empereur Kameyama                                 |
|                       | Kujō Tadaie           | 1273-1274                                  | Empereur Kameyama                                 |
| Kujō Tadaie           |                       | 1274                                       | Empereur Go-Uda                                   |
| Ichijō Ietsune        |                       | 1274-1275                                  | Empereur Go-Uda                                   |
| Takatsukasa Kanehira  |                       | 1275-1278                                  | Empereur Go-Uda                                   |
|                       | Takatsukasa Kanehira  | 1278-1287                                  | Empereur Go-Uda                                   |
|                       | Nijō Morotada         | 1287-1289                                  | Empereur Go-Uda, Empereur Fushimi                 |
|                       | Konoe Iemoto          | 1289-1291                                  | Empereur Fushimi                                  |
|                       | Kujō Tadanori         | 1291-1293                                  | Empereur Fushimi                                  |
|                       | Konoe Iemoto          | 1293-1296                                  | Empereur Fushimi                                  |
|                       | Takatsukasa Kanetada  | 1296-1298                                  | Empereur Fushimi                                  |
| Takatsukasa Kanetada  |                       | 1298                                       | Empereur Go-Fushimi                               |
| Nijō Kanemoto         |                       | 1298-1300                                  | Empereur Go-Fushimi                               |
|                       | Nijō Kanemoto         | 1300-1305                                  | Empereur Go-Fushimi, empereur Go-Nijō             |
|                       | Kujō Moronori         | 1305-1308                                  | Empereur Go-Nijō                                  |
| Kujō Moronori         |                       | 1308                                       | Empereur Hanazono                                 |
| Takatsukasa Fuyuhira  |                       | 1308-1311                                  | Empereur Hanazono                                 |
|                       | Takatsukasa Fuyuhira  | 1311-1313                                  | Empereur Hanazono                                 |
|                       | Konoe Iehira          | 1313-1315                                  | Empereur Hanazono                                 |
|                       | Takatsukasa Fuyuhira  | 1315-1316                                  | Empereur Hanazono                                 |
|                       | Nijō Michihira        | 1316-1318                                  | Empereur Hanazono, empereur Go-Daigo              |
|                       | Ichijō Uchitsune      | 1318-1323                                  | Emperor Go-Daigo                                  |
|                       | Kujō Fusazane         | 1323-1324                                  | Empereur Go-Daigo                                 |
|                       | Takatsukasa Fuyuhira  | 1324-1327                                  | Empereur Go-Daigo                                 |
|                       | Nijō Michihira        | 1327-1330                                  | Empereur Go-Daigo                                 |
|                       | Konoe Tsunetada       | 1330                                       | Empereur Go-Daigo                                 |
|                       | Takatsukasa Fuyunori  | 1330-1333                                  | Empereur Go-Daigo, empereur Kōgon                 |
|                       | Konoe Tsunetada       | 1336-1337                                  | Empereur Kōmyō                                    |
|                       | Konoe Mototsugu       | 1337-1338                                  | Empereur Kōmyō                                    |
|                       | Ichijō Tsunemichi     | 1338-1342                                  | Empereur Kōmyō                                    |
|                       | Kujō Michinori        | 1342                                       | Empereur Kōmyō                                    |
|                       | Takatsukasa Morohira  | 1342-1346                                  | Empereur Kōmyō                                    |
|                       | Nijō Yoshimoto        | 1346-1358                                  | Empereur Kōmyō, empereur Sukō, empereur Go-Kōgon  |
|                       | Kujō Tsunenori        | 1358-1361                                  | Empereur Go-Kōgon                                 |
|                       | Konoe Michitsugu      | 1361-1363                                  | Empereur Go-Kōgon                                 |
|                       | Nijō Yoshimoto        | 1363-1367                                  | Empereur Go-Kōgon                                 |
|                       | Takatsukasa Fuyumichi | 1367-1369                                  | Empereur Go-Kōgon                                 |
|                       | Nijō Moroyoshi        | 1369-1375                                  | Empereur Go-Kōgon, empereur Go-En'yū              |
|                       | Kujō Tadamoto         | 1375-1379                                  | Empereur Go-En'yū                                 |
|                       | Nijō Morotsugu        | 1379-1382                                  | Empereur Go-En'yū                                 |
| Nijō Yoshimoto        |                       | 1382-1388                                  | Empereur Go-Komatsu                               |
| Konoe Kanetsugu       |                       | 1388                                       | Empereur Go-Komatsu                               |
| Nijō Yoshimoto        |                       | 1388                                       | Empereur Go-Komatsu                               |
|                       | Nijō Yoshimoto        | 1388                                       | Empereur Go-Komatsu                               |
|                       | Nijō Morotsugu        | 1388-1394                                  | Empereur Go-Komatsu                               |
|                       | Ichijō Tsunetsugu     | 1394-1398                                  | Empereur Go-Komatsu                               |
|                       | Nijō Morotsugu        | 1398-1399                                  | Empereur Go-Komatsu                               |
|                       | Ichijō Tsunetsugu     | 1399-1408                                  | Empereur Go-Komatsu                               |
|                       | Konoe Tadatsugu       | 1408-1409                                  | Empereur Go-Komatsu                               |
|                       | Nijō Mitsumoto        | 1409-1410                                  | Empereur Go-Komatsu                               |
|                       | Ichijō Tsunetsugu     | 1410-1418                                  | Empereur Go-Komatsu, empereur Shōkō               |
|                       | Kujō Mitsuie          | 1418-1424                                  | Empereur Shōkō                                    |
|                       | Nijō Motonori         | 1424-1428                                  | Empereur Shōkō                                    |
| Nijō Mochimoto        |                       | 1428-1432                                  | Empereur Go-Hanazono                              |
| Nijō Kaneyoshi        |                       | 1432                                       | Empereur Go-Hanazono                              |
| Nijō Mochimoto        |                       | 1432-1433                                  | Empereur Go-Hanazono                              |
|                       | Nijō Mochimoto        | 1433-1445                                  | Empereur Go-Hanazono                              |
|                       | Konoe Fusatsugu       | 1445-1447                                  | Empereur Go-Hanazono                              |
|                       | Ichijō Kaneyoshi      | 1447-1453                                  | Empereur Go-Hanazono                              |
|                       | Takatsukasa Fusahira  | 1454-1455                                  | Empereur Go-Hanazono                              |
|                       | Nijō Mochimichi       | 1455-1458                                  | Empereur Go-Hanazono                              |
|                       | Ichijō Norifusa       | 1458-1463                                  | Empereur Go-Hanazono                              |
|                       | Nijō Mochimichi       | 1463-1467                                  | Empereur Go-Hanazono, empereur Go-Tsuchimikado    |
|                       | Ichijō Kaneyoshi      | 1467-1470                                  | Empereur Go-Tsuchimikado                          |
|                       | Nijō Masatsugu        | 1470-1476                                  | Empereur Go-Tsuchimikado                          |
|                       | Kujō Masamoto         | 1476-1479                                  | Empereur Go-Tsuchimikado                          |
|                       | Konoe Masaie          | 1479-1483                                  | Empereur Go-Tsuchimikado                          |
|                       | Takatsukasa Masahira  | 1483-1487                                  | Empereur Go-Tsuchimikado                          |
|                       | Kujō Masatada         | 1487-1488                                  | Empereur Go-Tsuchimikado                          |
|                       | Ichijō Fuyuyoshi      | 1488-1493                                  | Empereur Go-Tsuchimikado                          |
|                       | Konoe Hisamichi       | 1493-1497                                  | Empereur Go-Tsuchimikado                          |
|                       | Nijō Hisamoto         | 1497                                       | Empereur Go-Tsuchimikado                          |
|                       | Ichijō Fuyuyoshi      | 1497-1501                                  | Empereur Go-Tsuchimikado, empereur Go-Kashiwabara |
|                       | Kujō Hisatsune        | 1501-1513                                  | Empereur Go-Kashiwabara                           |
|                       | Konoe Hisamichi       | 1513-1514                                  | Empereur Go-Kashiwabara                           |
|                       | Takatsukasa Kanesuke  | 1514-1518                                  | Empereur Go-Kashiwabara                           |
|                       | Nijō Korefusa         | 1518-1525                                  | Empereur Go-Kashiwabara                           |
|                       | Konoe Taneie          | 1525-1533                                  | Empereur Go-Kashiwabara, empereur Go-Nara         |
|                       | Kujō Tanemichi        | 1533-1534                                  | Empereur Go-Nara                                  |
|                       | Nijō Korefusa         | 1534-1536                                  | Empereur Go-Nara                                  |
|                       | Konoe Taneie          | 1536-1542                                  | Empereur Go-Nara                                  |
|                       | Takatsukasa Tadafuyu  | 1542-1545                                  | Empereur Go-Nara                                  |
|                       | Ichijō Fusamichi      | 1545-1548                                  | Empereur Go-Nara                                  |
|                       | Nijō Haruyoshi        | 1548-1553                                  | Empereur Go-Nara                                  |
|                       | Ichijō Kanefuyu       | 1553-1554                                  | Empereur Go-Nara                                  |
|                       | Konoe Sakihisa        | 1554-1568                                  | Empereur Go-Nara, empereur Ōgimachi               |
|                       | Nijō Haruyoshi        | 1568-1578                                  | Empereur Ōgimachi                                 |
|                       | Kujō Kanetaka         | 1578-1581                                  | Empereur Ōgimachi                                 |
|                       | Ichijō Uchimoto       | 1581-1585                                  | Empereur Ōgimachi                                 |
|                       | Nijō Akizane          | 1585                                       | Empereur Ōgimachi                                 |
|                       | Toyotomi Hideyoshi    | 1581-1591                                  | Empereur Ōgimachi, empereur Go-Yōzei              |
|                       | Toyotomi Hidetsugu    | 1591-1595                                  | Empereur Go-Yōzei                                 |
|                       | Kujō Kanetaka         | 1600-1604                                  | Empereur Go-Yōzei                                 |
|                       | Konoe Nobutada        | 1605-1606                                  | Empereur Go-Yōzei                                 |
|                       | Takatsukasa Nobufusa  | 1606-1608                                  | Empereur Go-Yōzei                                 |
|                       | Kujō Yukiie           | 1608-1612                                  | Empereur Go-Yōzei, empereur Go-Mizunoo            |
|                       | Takatsukasa Nobuhisa  | 1612-1615                                  | Empereur Go-Mizunoo                               |
|                       | Nijō Akizane          | 1615-1619                                  | Empereur Go-Mizunoo                               |
|                       | Kujō Yukiie           | 1619-1623                                  | Empereur Go-Mizunoo                               |
|                       | Konoe Nobuhiro        | 1623-1629                                  | Empereur Go-Mizunoo                               |
|                       | Ichijō Akiyoshi       | 1629                                       | Empereur Go-Mizunoo                               |
| Ichijō Akiyoshi       |                       | 1629-1635                                  | Impératrice Meishō                                |
| Nijō Yasumichi        |                       | 1635-1647                                  | Impératrice Meishō, empereur Go-Kōmyō             |
| Kujō Michifusa        |                       | 1647                                       | Empereur Go-Kōmyō                                 |
| Ichijō Akiyoshi       |                       | 1647                                       | Empereur Go-Kōmyō                                 |
|                       | Ichijō Akiyoshi       | 1647-1651                                  | Empereur Go-Kōmyō                                 |
|                       | Konoe Hisatsugu       | 1651-1653                                  | Empereur Go-Kōmyō                                 |
|                       | Nijō Mitsuhira        | 1653-1663                                  | Empereur Go-Kōmyō, empereur Go-Sai                |
| Nijō Mitsuhira        |                       | 1663-1664                                  | Empereur Reigen                                   |
| Takatsukasa Fusasuke  |                       | 1664-1668                                  | Empereur Reigen                                   |
|                       | Takatsukasa Fusasuke  | 1668-1682                                  | Empereur Reigen                                   |
|                       | Ichijō Kaneteru       | 1682-1687                                  | Empereur Reigen                                   |
| Ichijō Kaneteru       |                       | 1687-1689                                  | Empereur Higashiyama                              |
|                       | Ichijō Kaneteru       | 1689-1690                                  | Empereur Higashiyama                              |
|                       | Konoe Motohiro        | 1690-1703                                  | Empereur Higashiyama                              |
|                       | Takatsukasa Kanehiro  | 1703-1707                                  | Empereur Higashiyama                              |
|                       | Konoe Iehiro          | 1707-1709                                  | Empereur Higashiyama                              |
| Konoe Iehiro          |                       | 1709-1712                                  | Empereur Nakamikado                               |
| Kujō Sukezane         |                       | 1712-1716                                  | Empereur Nakamikado                               |
|                       | Kujō Sukezane         | 1716-1722                                  | Empereur Nakamikado                               |
|                       | Nijō Tsunahira        | 1722-1726                                  | Empereur Nakamikado                               |
|                       | Konoe Iehisa          | 1726-1736                                  | Empereur Nakamikado, empereur Sakuramachi         |
|                       | Nijō Yoshitada        | 1736-1737                                  | Empereur Sakuramachi                              |
|                       | Ichijō Kaneka         | 1737-1746                                  | Empereur Sakuramachi                              |
|                       | Ichijō Michika        | 1746-1747                                  | Empereur Sakuramachi                              |
| Ichijō Michika        |                       | 1747-1755                                  | Empereur Momozono                                 |
|                       | Ichijō Michika        | 1755-1757                                  | Empereur Momozono                                 |
|                       | Konoe Uchisaki        | 1757-1762                                  | Empereur Momozono                                 |
| Konoe Uchisaki        |                       | 1762-1772                                  | Impératrice Go-Sakuramachi, empereur Go-Momozono  |
|                       | Konoe Uchisaki        | 1772-1778                                  | Empereur Go-Momozono                              |
|                       | Kujō Naozane          | 1778-1779                                  | Empereur Go-Momozono                              |
| Kujō Naozane          |                       | 1779-1785                                  | Empereur Kōkaku                                   |
|                       | Kujō Naozane          | 1785-1787                                  | Empereur Kōkaku                                   |
|                       | Takatsukasa Sukehira  | 1787-1791                                  | Empereur Kōkaku                                   |
|                       | Ichijō Teruyoshi      | 1791-1795                                  | Empereur Kōkaku                                   |
|                       | Takatsukasa Masahiro  | 1795-1814                                  | Empereur Kōkaku                                   |
|                       | Ichijō Tadayoshi      | 1814-1823                                  | Empereur Kōkaku, empereur Ninkō                   |
|                       | Takatsukasa Masamichi | 1823-1856                                  | Empereur Ninkō, empereur Kōmei                    |
|                       | Kujō Hisatada         | 1856-1862                                  | Empereur Kōmei                                    |
|                       | Konoe Tadahiro        | 1862-1863                                  | Empereur Kōmei                                    |
|                       | Takatsukasa Sukehiro  | 1863                                       | Empereur Kōmei                                    |
|                       | Nijō Nariyuki         | 1863-1866                                  | Empereur Kōmei                                    |
| Nijō Nariyuki         |                       | 1867                                       | Empereur Meiji                                    |